# Durable
Durable is een Duits producent van kantoorgarnituur en is bekend vanwege het feit dat de onderneming ooit de klemmap uitgevonden heeft. Het bedrijf is nog immer marktleider in de klemmappensector.
Het bedrijf vervaardigt ook milieuvriendelijke bureauverlichting e.d.  
Het heeft nevenvestigingen te Stettin (Polen) en Coevorden (Nederland).